# Група дубів-велетнів (пам'ятка природи)
]
Гру́па дубі́в-ве́летнів — ботанічна пам'ятка природи місцевого значення в Україні. Розташована в межах Луцького району Волинської області, біля західної околиці села Тарасове.
Площа 0,05 га. Статус надано згідно з рішенням облвиконкому № 255 від 11.07.1972 року. Перебуває у віданні ДП «Ківерцівське ЛГ» (Боголюбське л-во, кв. 37, вид. 6).
Статус надано для збереження п'яти вікових дерев дуба (понад 325 років), що зростають на краю лісового масиву.

## Галерея

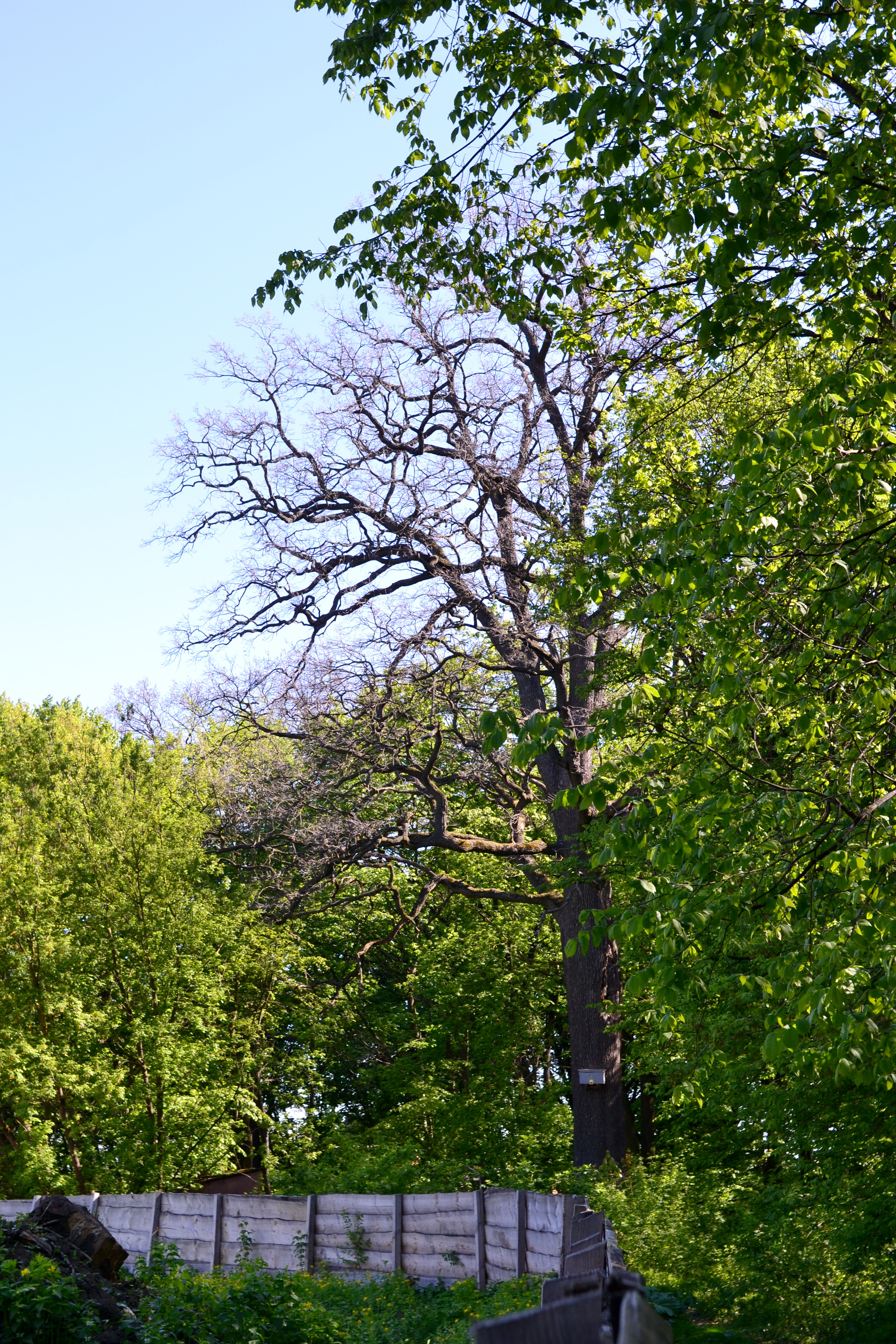
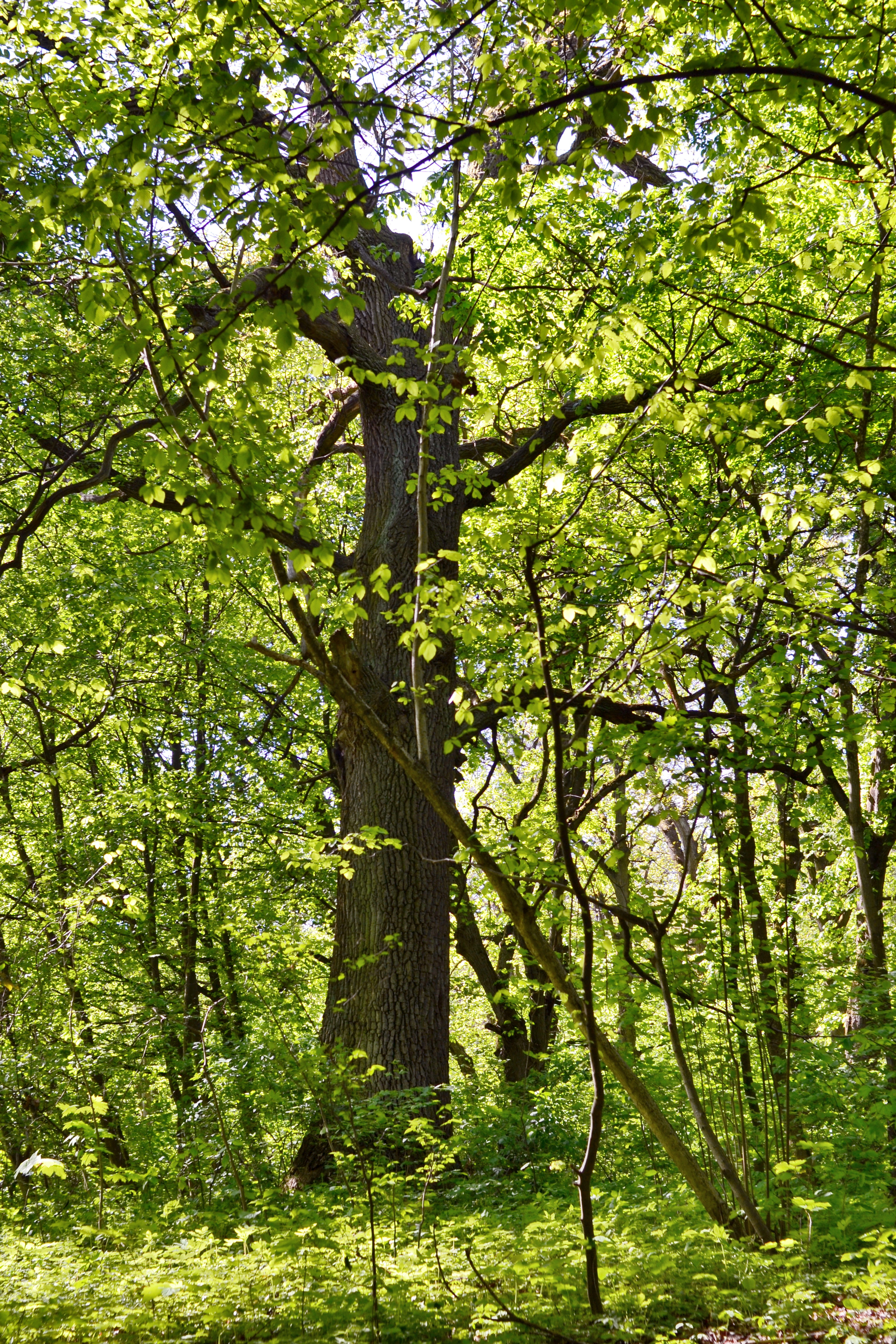
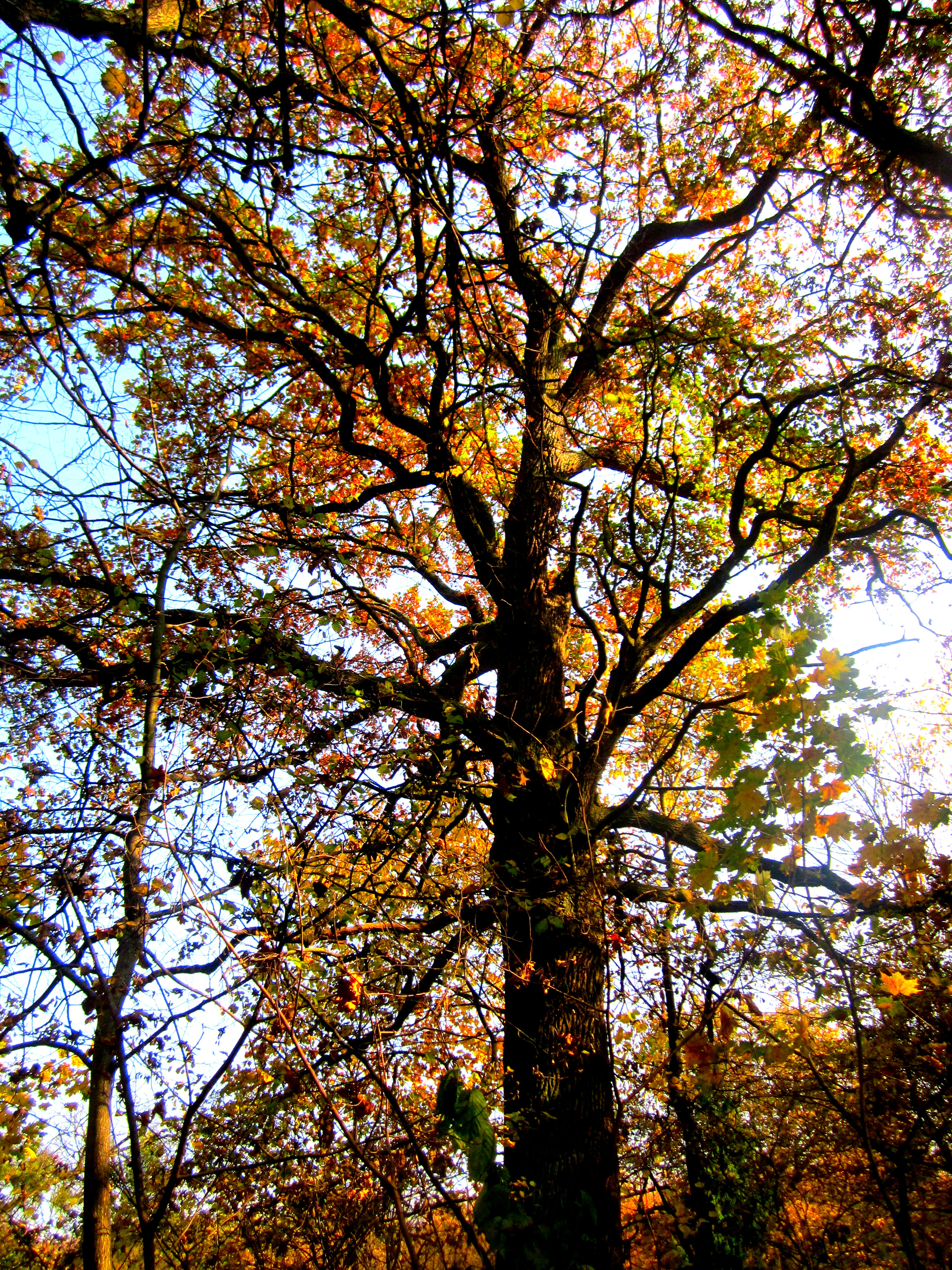
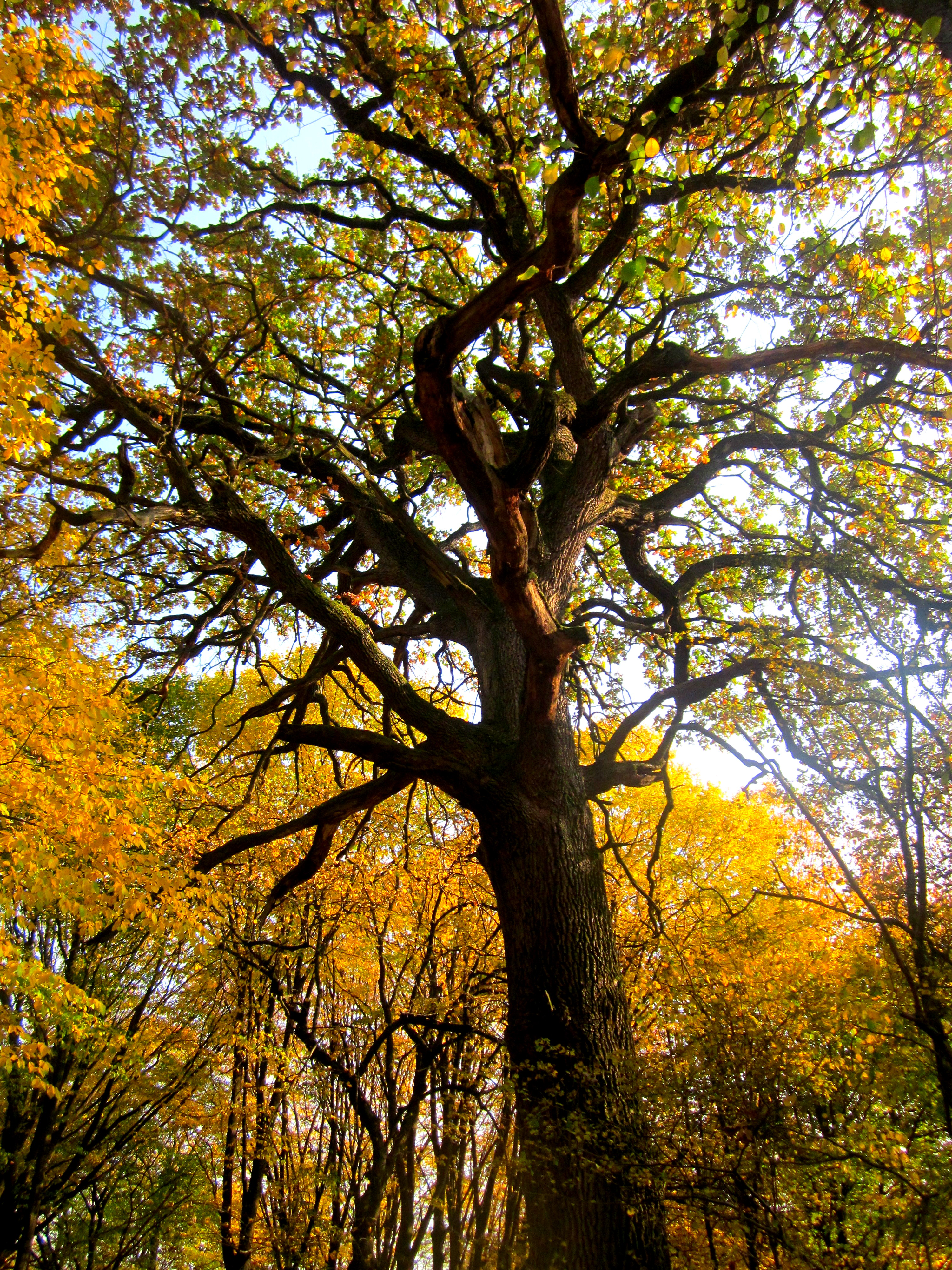